# لاتوک

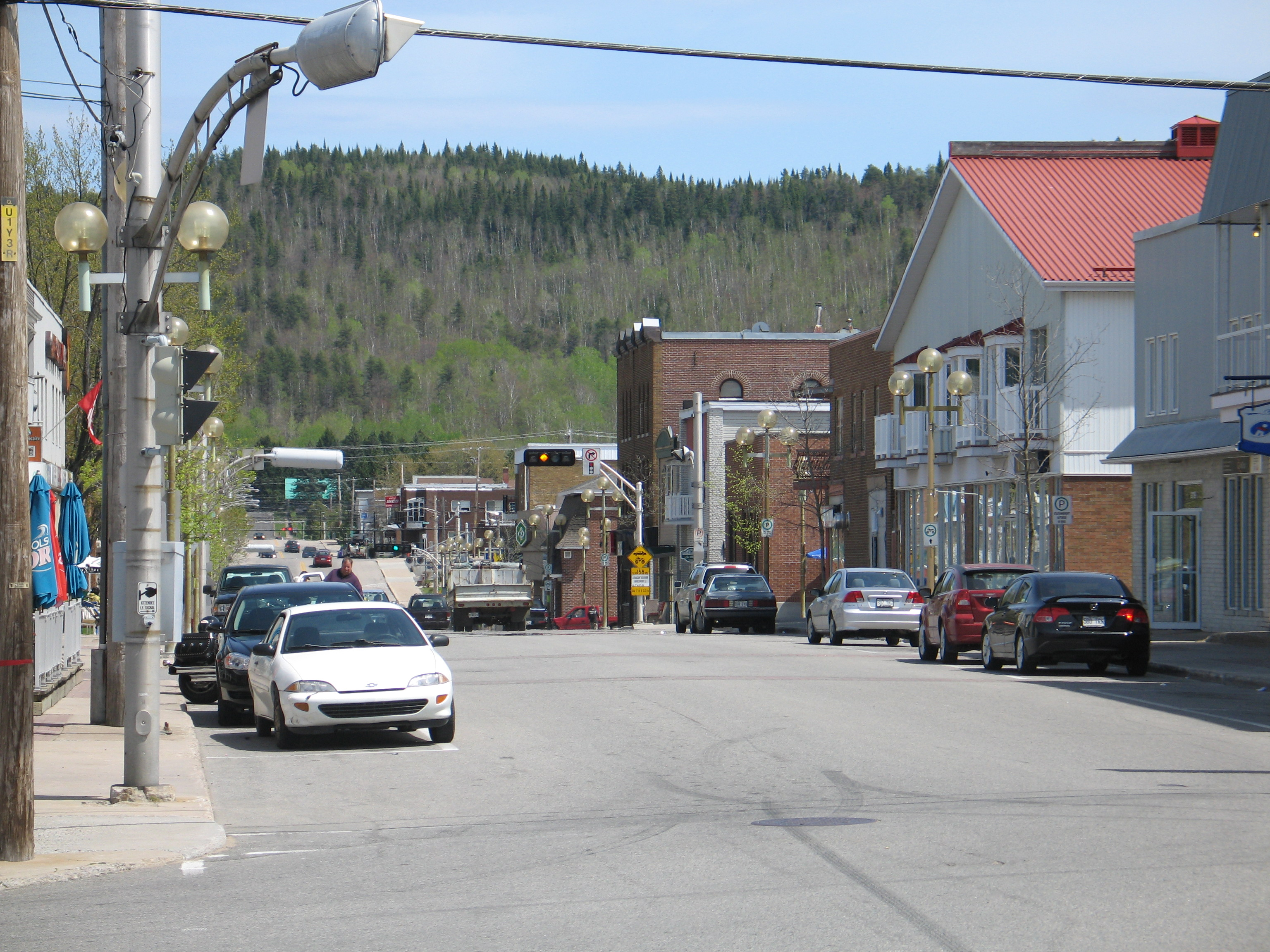
مرکز شهر لاتوک

لاتوک شهریست در ناحیه موریسی در جنوب مرکزی استان کبک، واقع در شرق کانادا و بین تروا ریویر و چمبرد. در سرشماری سال ۲۰۱۱ این شهرک ۱۲٬۱۹۳ نفر جمعیت داشته‌است و مساحت آن ۲۸٬۴۲۱٫۴۸ کیلومتر مربع است.